# Ciseaux d'électricien
Des ciseaux d'électricien sont des outils utilisés par les électriciens.
Il s’agit de ciseaux à lames courtes renforcées avec coupe-fil pour un usage varié et intensif.